# Rudolf Tschäpe
Rudolf Tschäpe (geboren am 9. Juli 1943 in Reichenbach/O.L.; gestorben am 14. April 2002 in Potsdam) war ein deutscher Astrophysiker und Bürgerrechtler.

## Leben
Tschäpe studierte Physik und Astronomie in Jena. Als Diplomphysiker arbeitete er danach in der Sternwarte Sonneberg, die damals im Grenzsperrgebiet lag. 1972 wechselte er an das Zentralinstitut für Astrophysik nach Potsdam, da er dort Zugang zu einer Rechenmaschine hatte. Schwerpunkte seiner Forschungen waren die Magnetohydrodynamik und gravitativ-magnetohydrodynamische Instabilitäten von Akkretionsscheiben. 1987 wurde er mit einer Arbeit zur Berechnung des Gravitationspotentials nichtsphärischer Masseverteilungen promoviert. Nach der Wende beschäftigte er sich mit Quasaren, dem Lithium-Problem und Magnetfeldzyklen (ähnlich der Sonnenflecken-Aktivitäten unserer Sonne) bei Sternen, wozu er alte Fotoplatten-Aufnahmen verglich.
Tschäpe war ein entschiedener Kritiker der Militarisierung in der DDR. Unter anderem versuchte er mit einer Gruppe von Friedensaktivisten, bei der Jugendkommission der christlichen Friedenskonferenz die Wehrdienstverweigerung zu thematisieren, allerdings ohne Erfolg zu haben. Er verweigerte den Waffendienst in der NVA und absolvierte seinen Grundwehrdienst als so genannter Bausoldat von 1969 bis 1971. Über sein christlich fundiertes gesellschaftliches Engagement kam er mit Kritikern der DDR-Regierung in Kontakt und gehörte 1989 zu den Erstunterzeichnern des Gründungsaufrufs des Neuen Forums, den er auf einem geheimen Treffen in Grünheide im September zusammen mit seinem Kollegen Reinhard Meinel mitformulierte. Im November 1989 traten Tschäpe, Meinel, Ute Platzeck und Detlef Kaminski in der Erlöserkirche mit ihrem Neuen Forum an die Öffentlichkeit.
Obwohl er zu Beginn eine der treibenden Kräfte des Neuen Forums war, verzichtete er auf eine politische Funktion. So ließ er sich neben Reinhard Meinel nicht als Kandidat des Sprecherrats aufstellen, der auf dem offiziellen Gründungskongress des Neuen Forums am 27. Januar 1990 die Potsdamer Delegation bildete. Damit schloss sich für Tschäpe eine politische Karriere aus, wie sie nicht wenige DDR-Bürgerrechtler nach der Wende einschlugen.
Sein gesellschaftliches Engagement konzentrierte sich später auf die Förderung der Kunst – die Kritik an totalitären Systemen beibehaltend. Tschäpe war schon als Student an Kunst interessiert und organisierte 1974 eine Ausstellung mit Werken von Wieland Förster in der Kuppel des Großen Refraktors auf dem Telegrafenberg. Auf Tschäpes Initiative hin gründete sich nach der Wende die Fördergemeinschaft Gedenkstätte Lindenstraße 54/55, die Wieland Försters Skulptur „Das Opfer“ erwarb, damit sie im Lindenhof in Potsdam an die Vergangenheit mahnt: 1937 befand sich im Lindenhof das sogenannte Erbgesundheitsgericht, ab 1943 war es Gefängnis des Potsdamer Volksgerichtshofs und von 1952 bis zur Wende Stasi-Gefängnis.
Auch auf Tschäpes Idee und Initiative fußt das erste Denkmal, das als Auftragsarbeit an die friedliche Revolution 1989 in der DDR erinnert: Die Skulptur „Nike '89“, die ebenfalls von Wieland Förster stammt und an der Glienicker Brücke steht.
1995 wurde Tschäpe mit dem Bundesverdienstkreuz 1. Klasse ausgezeichnet. 2000 erhielt er zusammen mit anderen als Erstunterzeichner des Gründungsaufrufs „Aufbruch 89 – Neues Forum vom 10. September 1989“ den Deutschen Nationalpreis. Am 14. April 2008, dem sechsten Todestag Tschäpes, wurde das Rondell vor der Potsdamer Erlöserkirche in Dr.-Rudolf-Tschäpe-Platz umbenannt.